# Diaphus longleyi
Diaphus longleyi és una espècie de peix de la família dels mictòfids i de l'ordre dels mictofiformes.

## Hàbitat
És un peix marí i d'aigües profundes que viu fins als 531 m de fondària.

## Distribució geogràfica
Es troba a les Filipines i Xile.